# Серрюрье, Огюст
Огюст Серрюрье (фр. Auguste Serrurier; 25 марта 1857, Денен — 21 марта 1924, Денен) — французский стрелок из лука, дважды серебряный призёр летних Олимпийских игр 1900.
На Играх 1900 в Париже Серрюрье соревновался в двух классах — «А ля эрш» и «А ля пирамид». В каждом из них он занимал второе место, выиграв в итоге две серебряные медали.